# Боэльи
Боэлье (порт. Boelhe) — район (фрегезия) в Португалии, входит в округ Порту. Является составной частью муниципалитета Пенафиел. По старому административному делению входил в провинцию Дору-Литорал. Входит в экономико-статистический субрегион Тамега, который входит в Северный регион. Население составляет 1843 человека на 2001 год. Занимает площадь 4,83 км².
Покровителем района считается Святой Женс (порт. S. Gens).

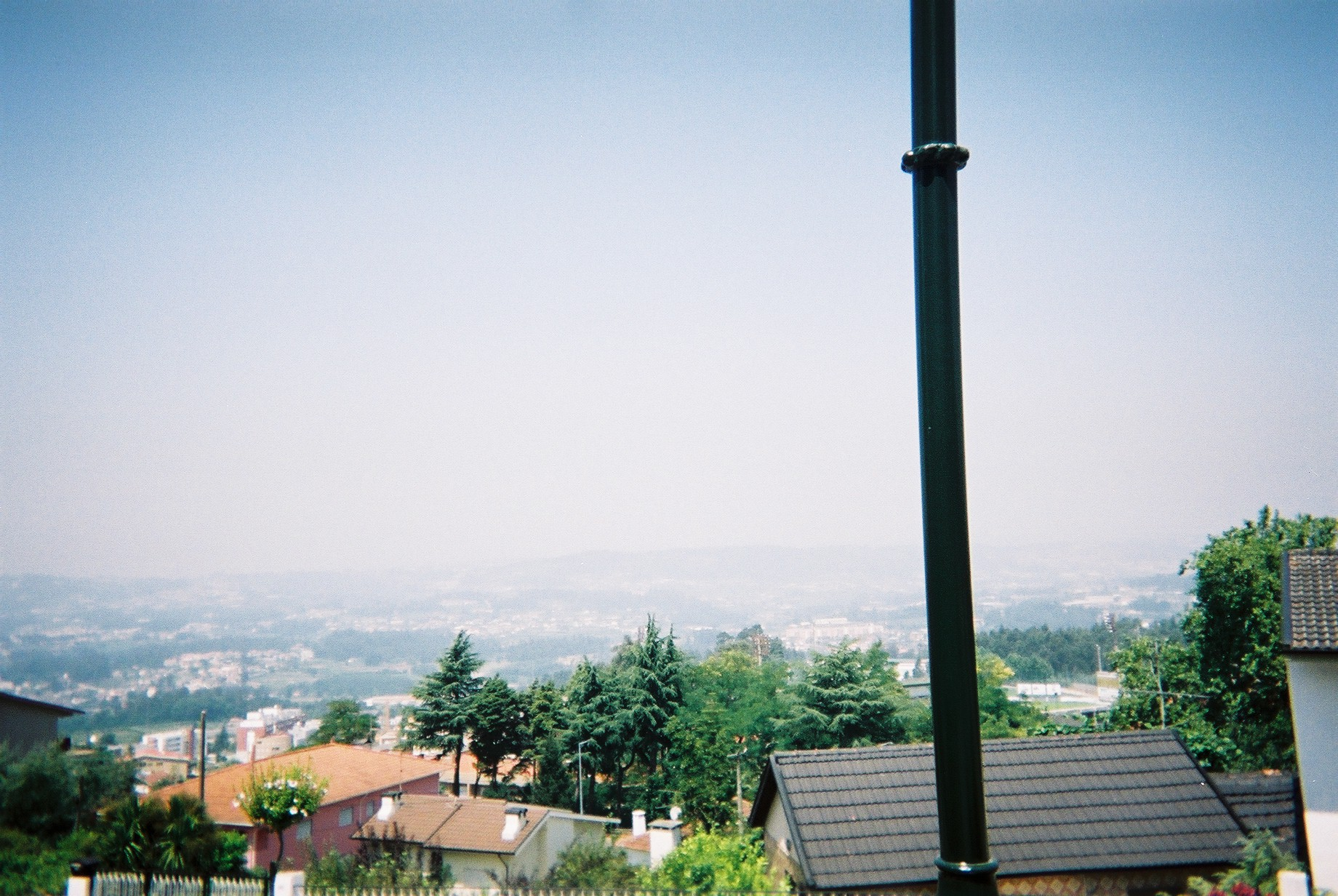
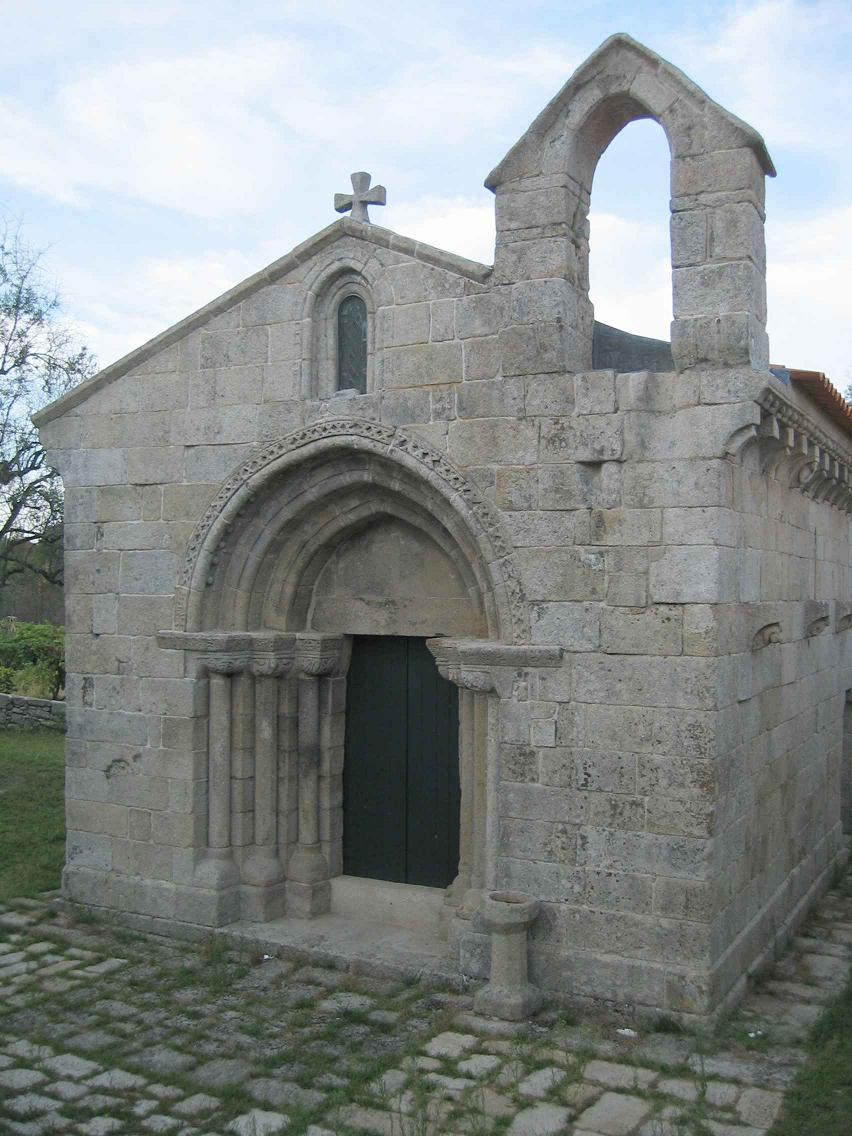
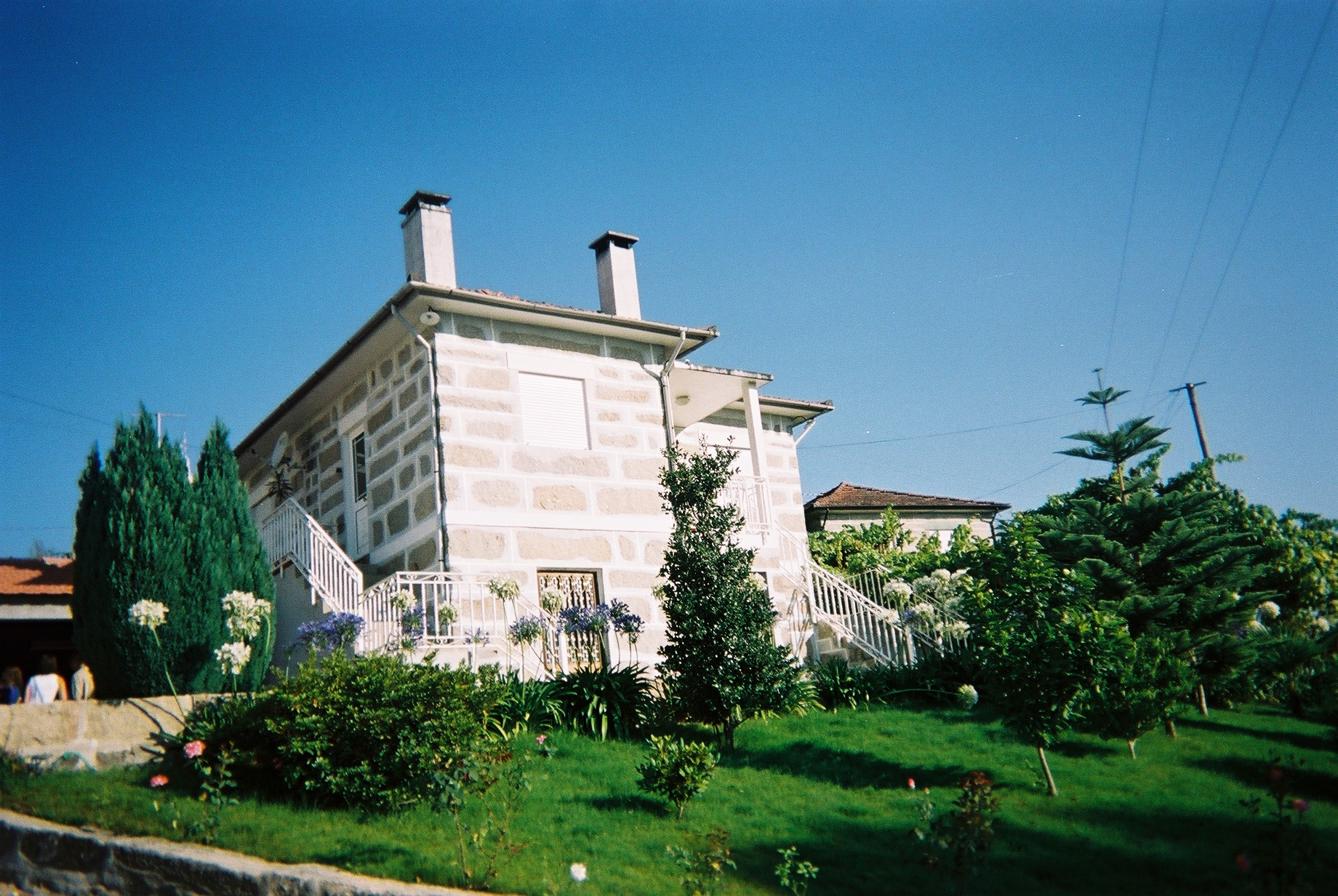